# Südwestdeutscher Gemeinschaftsverband
Der Südwestdeutsche Gemeinschaftsverband (SGV) ist ein freies Werk in der Evangelischen Kirche und Mitglied im Bund evangelischer Gemeinschaften (BeG). An 13 Orten, verteilt auf vier Bundesländer, treffen sich Christen in eigenständigen Gemeinden und Landeskirchlichen Gemeinschaften.
Der SGV möchte nach eigener Aussage „Menschen ermutigen und fördern, damit sie zu geistlichen Persönlichkeiten werden, die befreit und fröhlich ihren Glauben leben und kreativ, aufgeschlossen und mutig den Menschen dienen.“

## Geschichte
Der SGV wurde 1926 in Mannheim gegründet. Seine Entstehung geht auf eine geistliche Bewegung in Deutschland zurück, die bereits im 19. Jahrhundert begann. Durch die Arbeit des SGVs fanden Menschen zu einem persönlichen Glauben an Jesus Christus und stellten sich mit ihrem ganzen Leben in seinen Dienst. So entstanden Diakonissen-Mutterhäuser, in denen sich ledige Frauen zu Schwesternschaften zusammenschlossen. Einige Schwestern kamen Anfang des 20. Jahrhunderts auch in den Südwesten Deutschlands. Sie arbeiteten zunächst in Krankenhäusern oder der Gemeinde-Krankenpflege. Darüber hinaus gründeten sie schon bald Näh- und Strickschulen, Kindergärten, Jugendkreise und Bibelstunden.
Durch „Gemeinschaftspflege und Evangelisation“, die Hauptanliegen der Gemeinschaftsbewegung, wuchsen die Kreise und schlossen sich zu Landeskirchlichen Gemeinschaften zusammen. 1929 entstand in Bad Bergzabern ein Pfälzer Gemeinschaftsverband. 1932 kam es zur Gründung des Diakonissen-Mutterhauses Lachen, das bis heute das geistliche Zentrum des Verbandes ist. 1966 schlossen sich die beiden Verbände zum heutigen Südwestdeutschen Gemeinschaftsverband (SGV) zusammen.

## Mitgliedsorganisationen
Dem SGV sind folgende eigenständigen Gemeinden und Landeskirchlichen Gemeinschaften angeschlossen (Stand 2021):
- pulsechurch, Altlußheim (gegründet 2020)
- Landeskirchliche Gemeinschaft Bad Dürkheim, Bad Dürkheim
- Evangelische Christus-Gemeinde Böhl-Iggelheim, Böhl-Iggelheim
- Gemeinschaft Brühl, Brühl
- Landeskirchliche Gemeinschaft Eberbach „Arche“, Eberbach
- Evangelische Christusgemeinde Haßloch, Haßloch
- Evangelische Gemeinschaft Höheinöd, Höheinöd
- Evangelische Christusgemeinde Idar-Oberstein, Idar-Oberstein
- Landeskirchliche Gemeinschaft Kaiserslautern, Kaiserslautern
- Evangelische Christusgemeinde Kandel, Kandel (Pfalz)
- Landeskirchliche Gemeinschaft Mannheim, Mannheim
- Landeskirchliche Gemeinschaft Neckarsteinach, Neckarsteinach
- Evangelische Gemeinschaft Neustadt-Lachen/Speyerdorf, Neustadt-Lachen
- Landeskirchliche Gemeinschaft Rheinau-Süd, Rheinau-Süd
- Evangelische Christusgemeinde Schönenberg-Kübelberg, Schönenberg
- Evangelische Gemeinde am Schloßplatz, Schwetzingen
- Evangelische Gemeinschaft Thaleischweiler-Fröschen, Thaleischweiler
- Christusgemeinde Westhofen,  Westhofen
- Gemeindezentrum Worms-Rheindürkheim, Worms
- Landeskirchliche Gemeinschaft, Zotzenbach

## Jugendarbeit
Zum SGV gehört der ebenfalls dem Südwestdeutscher Jugendverband Entschieden für Christus (EC) e.V. zugehörige Kreisverband Kurpfalz (KV Kurpfalz), der ein Freizeit- und Seminarprogramm, sowie Jugendtreffen, Chorprojekte und Sportveranstaltungen für Kinder, Teens und Jugendliche anbietet.